# Luật Jim Crow
Luật Jim Crow là hệ thống luật lệ áp đặt chế độ phân chia chủng tộc của các tiểu bang và địa phương ở miền Nam Hoa Kỳ vào cuối thế kỷ 19 và đầu thế kỷ 20. "Jim Crow" là thuật ngữ miệt thị cho người Mỹ gốc Phi. Luật Jim Crow cuối cùng bị bãi bỏ vào năm 1965. Những địa phương khác của Hoa Kỳ cũng có chính sách phân chia chủng tộc, mặc dù một vài tiểu bang bên ngoài miền Nam cấm phân biệt chủng tộc trong nơi công cộng và bầu cử. Các tiểu bang miền Nam ban hành luật Jim Crow để tước quyền bầu cử và xóa bỏ những thành quả chính trị, kinh tế của người Mỹ gốc Phi trong thời kỳ Tái thiết. Phong trào lily-white trong Đảng Cộng hòa cũng ủng hộ phân chia chủng tộc.
Luật Jim Crow áp đặt chế độ phân chia chủng tộc tại mọi cơ sở công cộng ở các tiểu bang thuộc Liên minh miền Nam Hoa Kỳ cũ và một số tiểu bang khác từ thập niên 1870. Năm 1896, Tòa án tối cao xác nhận luật Jim Crow trong vụ Plessy kiện Ferguson, phán quyết rằng phân chia chủng tộc không vi phạm quyền bình đẳng trước pháp luật của người Mỹ gốc Phi nếu cơ sở của các chủng tộc ngang nhau. Ngoài ra, trường công lập ở hầu hết miền Nam về cơ bản đã thực hiện phân chia chủng tộc sau Nội chiến Hoa Kỳ. Những đạo luật khác tước quyền bầu cử, quyền tham gia chính trị của hầu hết người Mỹ gốc Phi ở miền Nam.
Trên thực tế, các cơ sở dành cho người Mỹ gốc Phi luôn kém hơn và thiếu tiền so với các cơ sở dành cho người Mỹ da trắng; đôi khi người da đen không có cơ sở nào cả. Luật Jim Crow thể chế hóa những bất bình đẳng kinh tế, giáo dục, chính trị, xã hội của người Mỹ gốc Phi, biến họ thành công dân hạng hai. Năm 1909, Hiệp hội quốc gia vì sự tiến bộ của người da màu (NAACP) được thành lập với mục tiêu vận động bãi bỏ chế độ phân chia chủng tộc.
Năm 1954, Tòa án tối cao Hoa Kỳ phán quyết rằng sự phân chia chủng tộc trong trường công lập là vi hiến trong vụ kiện Brown kiện Hội đồng Giáo dục. Tòa án Warren tiếp tục phán quyết chống luật Jim Crow trong những vụ khác như Heart of Atlanta Motel, Inc. kiện Hoa Kỳ năm 1964, nhưng một số tiểu bang chống đối chấp hành quyết định của Tòa án tối cao trong nhiều năm. Luật Dân quyền năm 1964 và Luật Quyền bầu cử năm 1965 bãi bỏ những luật Jim Crow còn lại. Năm 1967, Tòa án tối cao hủy bỏ luật cấm hôn nhân khác chủng tộc ở các tiểu bang miền Nam trong vụ kiện Loving kiện Virginia.

## Nguồn gốc

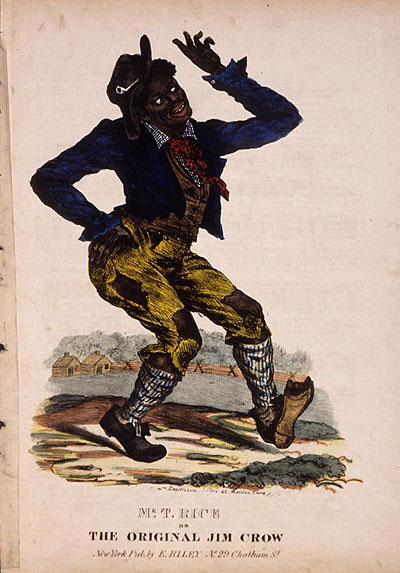
Bìa bản nhạc "Jump Jim Crow" (k. 1832)

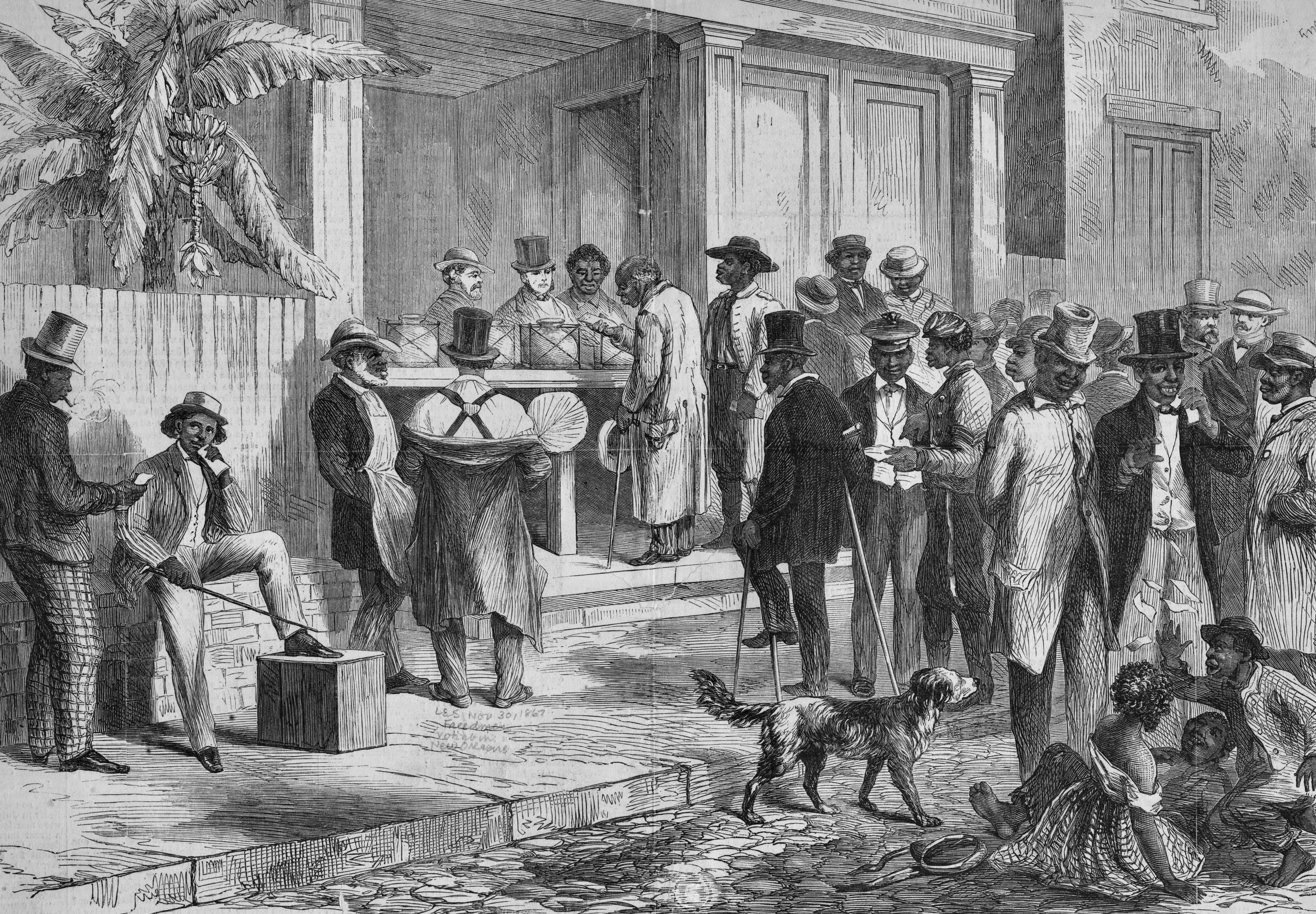
Người da đen tự do đi bầu cử tại New Orleans, năm 1867

### Nỗ lực phản kháng đầu tiên

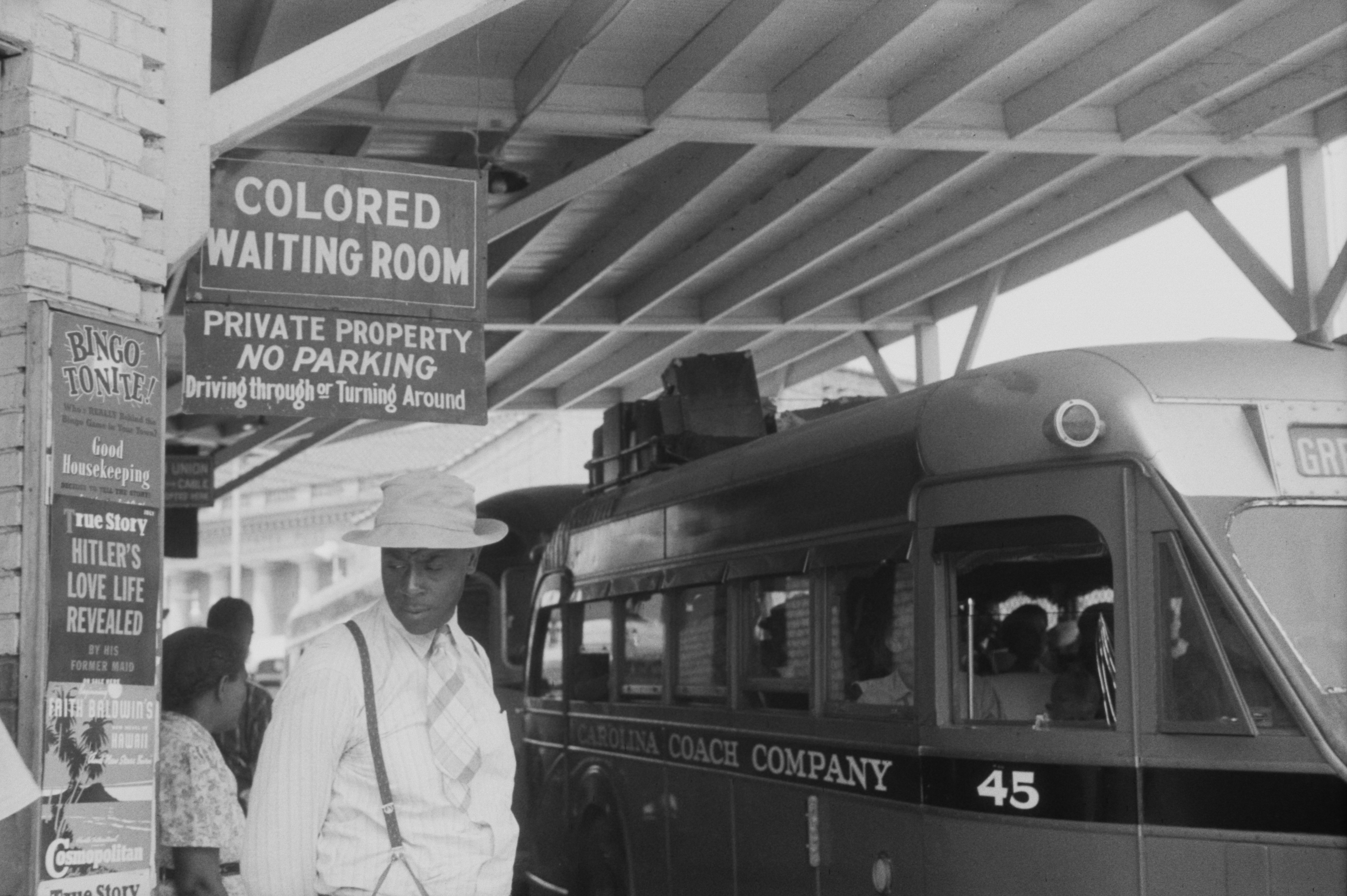
Biển báo phòng chờ da màu tại một trạm xe buýt ở Durham, North Carolina, tháng 5 năm 1940

### Phân biệt chủng tộc tại Hoa Kỳ

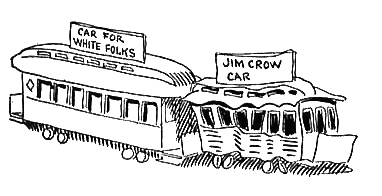
Tranh biếm họa năm 1904 về toa xe của người da trắng và người da đen. Cơ sở của người da đen trên thực tế thường kém hơn cơ sở của với người da trắng.

### Chiến tranh thế giới thứ hai và thời hậu chiến

Phân chia chủng tộc trong trường học tại Hoa Kỳ trước phán quyết Brown. Các tiểu bang miền Nam hoặc có lịch sử chế độ nô lệ lâu đời nhất (đỏ) đều thực hiện phân chia chủng tộc trong trường học trên toàn tiểu bang.

### Brown kiện Hội đồng Giáo dục

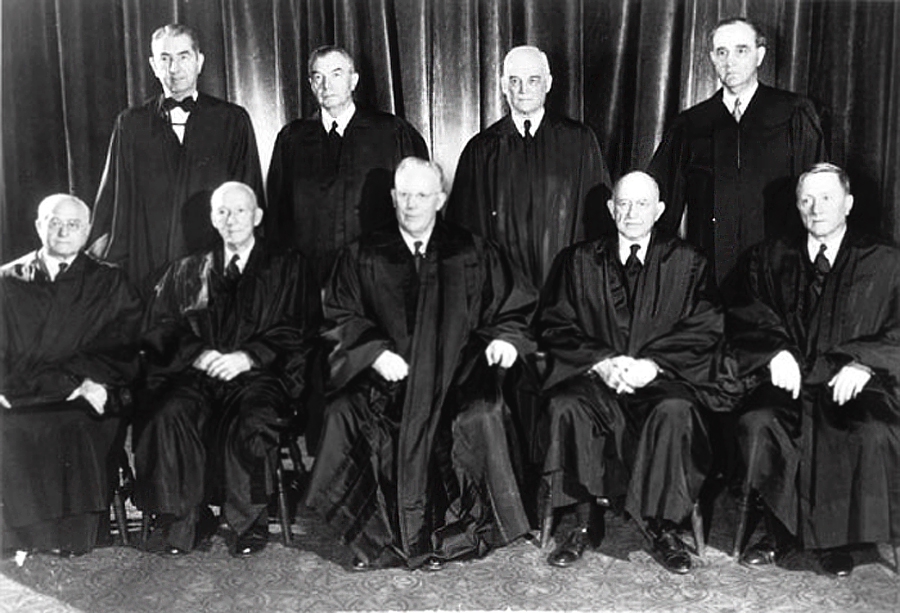
Trong án lệ bước ngoặt Brown kiện Hội đồng Giáo dục vào năm 1954, Tòa án tối cao Hoa Kỳ dưới Chánh án Earl Warren nhất trí phán quyết rằng việc phân chia chủng tộc trong trường công lập là vi hiến.

### Chính thức bãi bỏ

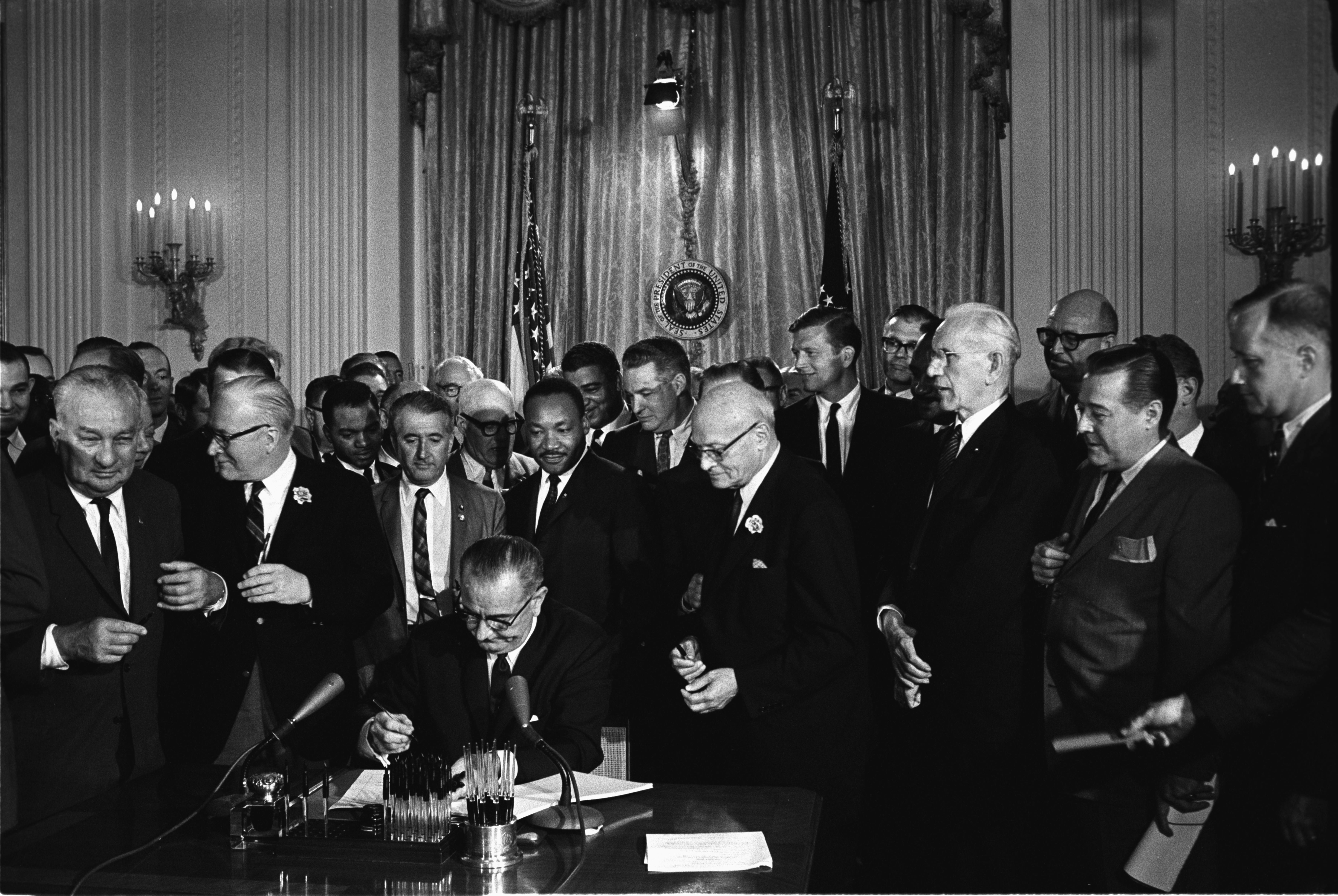
Tổng thống Lyndon B. Johnson ký ban hành Luật Dân quyền 1964.

### Người Mỹ gốc Phi di cư

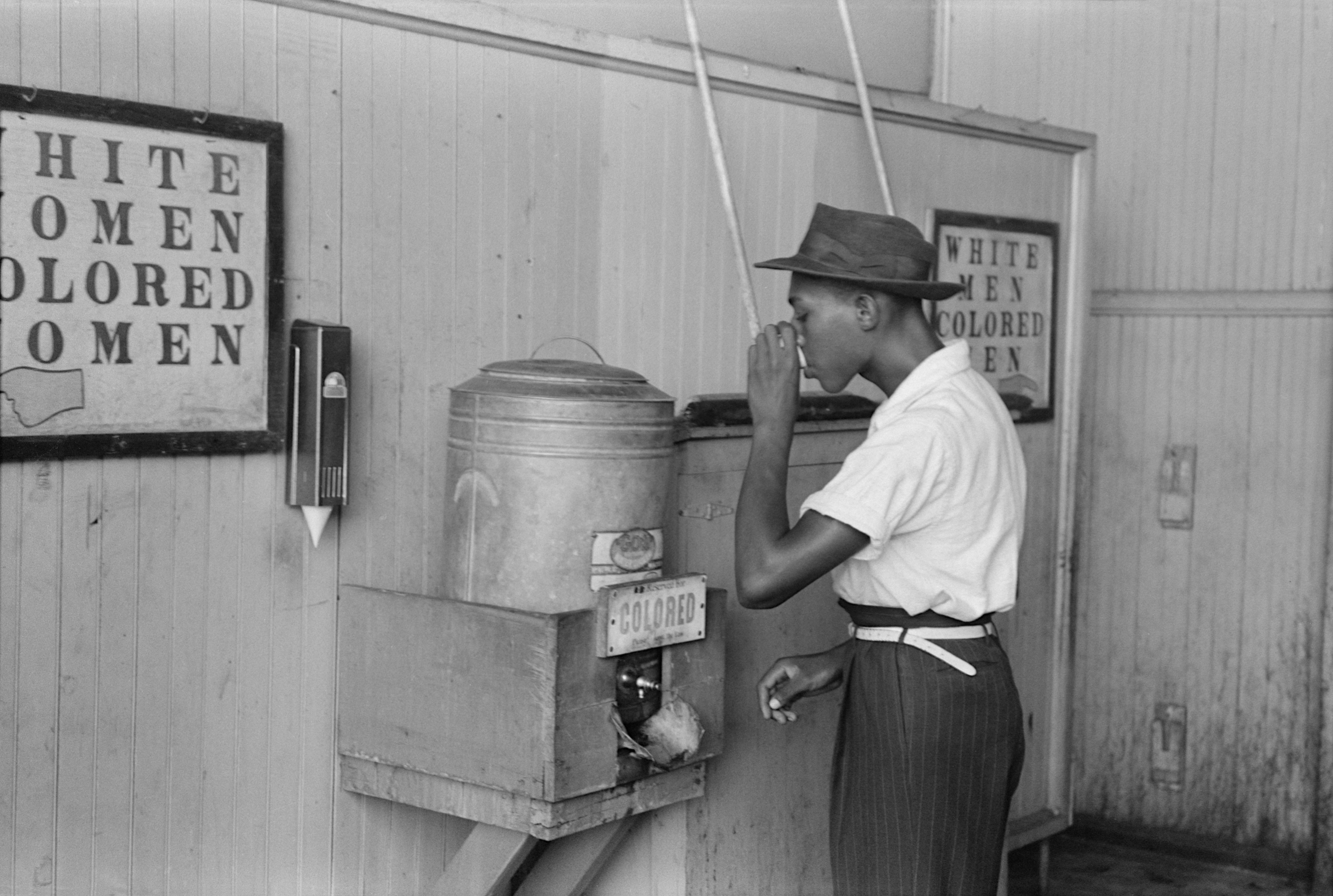
Một người Mỹ gốc Phi đang uống nước tại một vòi nước uống da màu ở trạm xe điện mặt đất tại Thành phố Oklahoma, Oklahoma, năm 1939